# لگنچه
لگنچه کلیوی (به انگلیسی: Renal pelvis) بخشی از کلیه است . لگنچه استطاله قیفی‌شکل انتهای بالایی حالب است. لبه خارجی لگنچه به دو حفره به نام کالیس‌های بزرگ تقسیم می‌شود که رو به پایین امتداد می‌یابند و به کالیس‌های کوچک تقسیم می‌شوند. کالیس‌های کوچک ادرار لوله‌های هر پاپیلا را جمع‌آوری می‌کنند. کالیس‌ها، لگنچه و حالب، ادرار را به سمت مثانه پیش می‌برند و تا زمان دفع در آن جا ذخیره می‌شود.

رونگاره و شمای کلیه.
۱. بافت‌های مخروطی کلیوی
۲. سرخرگ‌های میان بافتی
۳. سرخرگ کلیوی
۴. سیاه‌رگ کلیوی
۵. ناف کلیه
۶. لگنچه کلیوی
۷. میزنای
۸. فرورفتگی فرعی
۹. کپسول کلیوی
۱۰. بخش پایینی کپسول کلیوی
۱۱. بخش بالایی کپسول کلیوی
۱۲. سیاه‌رگ میان بافتی
۱۳. نفرون
۱۴. فرورفتگی فرعی
۱۵. فرورفتگی اصلی
۱۶. برآمدگی کلیوی
۱۷. ستون برتین یا ستون کلیوی

## نگارخانه

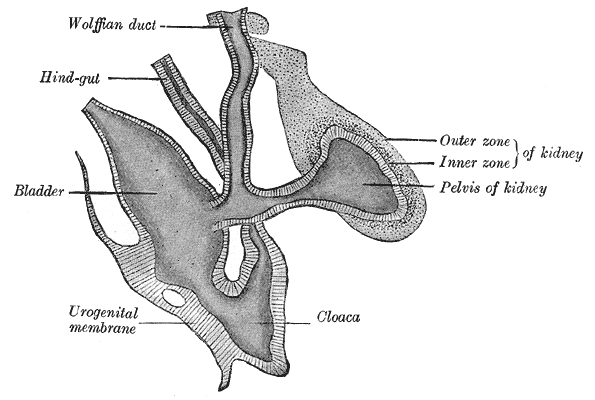